# Kanasín (cidade)
Kanasin é uma cidade sede do município de mesmo nombre no estado de Iucatã, México. De acordo com o censo de 2020 realizado pelo INEGI, em nesse ano tinha uma população de quase 140 mil habitantes, o que a torna a segunda cidade mais populosa de Iucatã. Situa-se no noroeste do estado e faz parte da área metropolitana de Mérida.

## Clima
O Kanasín tem um clima tropical. As temperaturas e precipitação são mostradas no seguinte diagrama
| Gráfico climático para Kanasín           | Gráfico climático para Kanasín | Gráfico climático para Kanasín | Gráfico climático para Kanasín | Gráfico climático para Kanasín | Gráfico climático para Kanasín | Gráfico climático para Kanasín | Gráfico climático para Kanasín | Gráfico climático para Kanasín | Gráfico climático para Kanasín | Gráfico climático para Kanasín | Gráfico climático para Kanasín |
| ---------------------------------------- | ------------------------------ | ------------------------------ | ------------------------------ | ------------------------------ | ------------------------------ | ------------------------------ | ------------------------------ | ------------------------------ | ------------------------------ | ------------------------------ | ------------------------------ |
| J                                        | F                              | M                              | A                              | M                              | J                              | J                              | A                              | S                              | O                              | N                              | D                              |
| 57 26 17                                 | 24 29 19                       | 14 31 20                       | 68 34 22                       | 130 34 23                      | 207 28 22                      | 168 27 22                      | 198 28 20                      | 262 26 21                      | 173 26 20                      | 66 26 17                       | 34 25 17                       |
| Temperaturas em °C • Precipitações em mm |                                |                                |                                |                                |                                |                                |                                |                                |                                |                                |                                |

## Atracções turísticas
Xiol é um sítio arqueológico da civilização maia localizado no noroeste da Península de Iucatã, dentro dos limites do município de Kanasín, no estado mexicano de Iucatã. Foi descoberta por acidente em 2018, durante a construção de um parque industrial. Os estudos arqueológicos foram levados a cabo pelo INAH.
Ao norte e ao sul do núcleo de Xiol, podem ser observadas estruturas ao estilo Puuc. Dada a sua localização em relação à praça principal e à sua arquitectura, os arqueólogos concluíram que estas estruturas abrigavam provavelmente a elite da cidade antiga.